# Exo-CBX
Gli Exo-CBX (엑소-첸백시?, Exo-Chen Baekhyun Xiumin) sono un gruppo musicale sudcoreano, subunità della boy band EXO. Il gruppo é composto da tre membri, i quali: Xiumin, Byun Baekhyun e Chen. Hanno debuttato nel 2016 con il loro primo EP intitolato Hey Mama. Attualmente il video musicale di "Hey Mama" vanta più di 70 milioni di visualizzazioni su You Tube rendendolo così il video più visualizzato del gruppo.

## Formazione
- Xiumin – voce
- Byun Baek-hyun – rap
- Chen - voce

## Discografia

### Discografia in coreano

#### EP
- 2016 - Hey Mama!
- 2018 -  Blooming Days

#### Singoli
- 2016 - Hey Mama!
- 2016 - Crush U (promo)

### Discografia in giapponese

#### Album in studio
- 2018 – Magic

#### EP
- 2017 - Girls

#### Singoli
- 2017 - Ka-CHING!